# مایرول
مایرول یا نیترات متیل (الکل متانول) نوعی ماده منفجره سنگین است که از نیتراته کردن الکل صنعتی (متانول) توسط دستگاه تقطیر به دست می‌آید. به صورت مایع بیرنگ و با ویسکوسیتی کمتر از آب می‌باشد. استنشاق بخارات و تماس مستقیم این ماده با پوست باعث بالا رفتن شدید فشار خون و سردردهای شدید می‌شود. در جنگ جهانی دوم از این ماده به مقدار زیاد در ساخت مین و ادوات نظامی استفاده می‌شد. قدرت انفجاری (V.O.D) این ماده منفجره بالاتر از تی ان تی (۷۶۰۰) می‌باشد ولی به دلیل حساسیت و ناپایداری آن استفاده از آن تقریباً منسوخ شده.